# Торпеда «Барракуда»

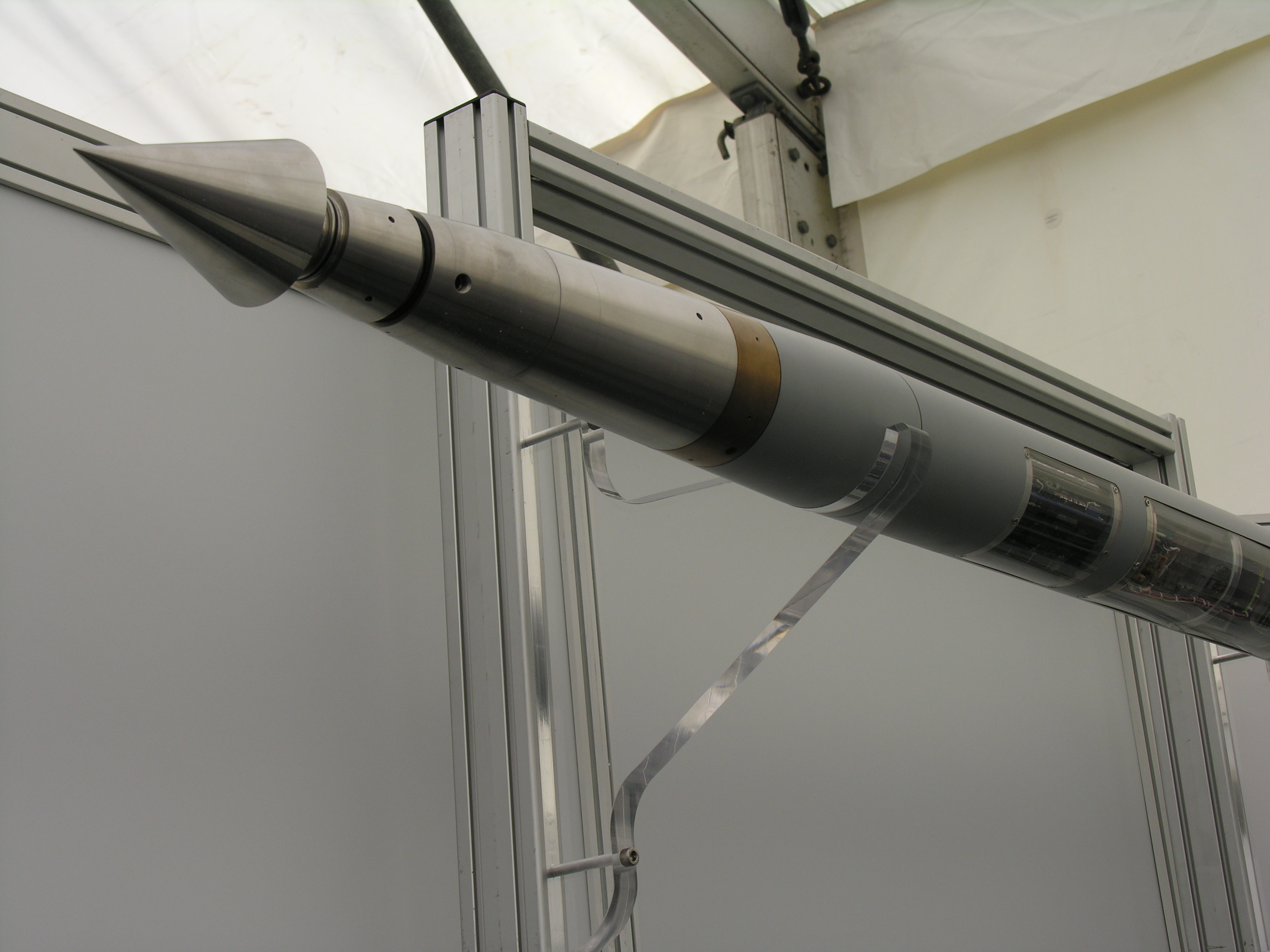
Підводна ракета Барракуда на виставці TechDemo'08, 2008

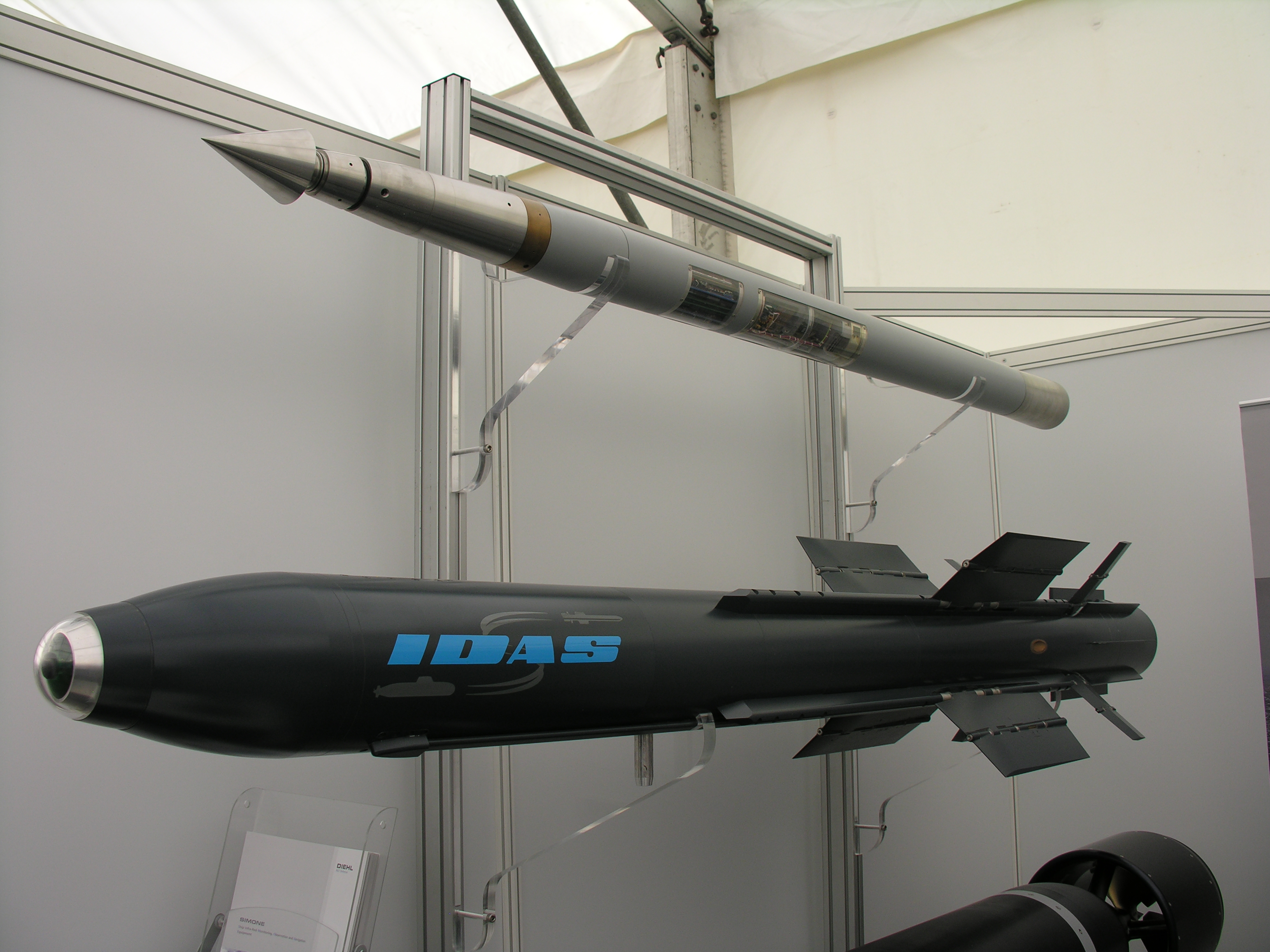
Барракуда та ракета підводного старту IDAS на виставці TechDemo'08, 2008

Суперкавітаційна торпеда, раніше «Барракуда» (нім. superkavitierender Unterwasserlaufkörper) — найновіша німецька противочовнова торпеда фірми Diehl BGT Defence. Вперше її представлено в 2005 році.
Використовує той же принцип, що і «Шквал» — створює кавітаційний пузир і рухається в ньому.
На відміну від «Шквалу», «Барракуда» є керованою.

## ТТХ
Через значну швидкість руху та використання ракетного двигуна торпеда «Барракуда» вважається підводною ракетою. Вона є зброєю ближньої дальності .
Максимальна швидкість сягає до 100 м/с  (залежно від густини води).
Серед нових рішень, використаних у підводній ракеті, слід вказати конструктивну інтеграцію антенної решітки сонара в тіло кавітаційно-твірного конуса в головній частині ракети. 
Вістря кавітаційно-твірного конуса за командами автопілоту може відхилятись від подовжньої осі корпуса ракети з метою швидкої зміни напрямку її руху.